# Kochankowie z Marony
Kochankowie z Marony (tj. Milenci z Marony) je polský hraný film z roku 2005, který režírovala Izabella Cywińska podle vlastního scénáře na základě stejnojmenné povídky Jarosława Iwaszkiewicza z roku 1961. Film na toto téma byl poprvé natočen v roce 1966. Film popisuje vztah tří osob na polském venkově.

## Děj
Ola je mladá svobodná učitelka, která bydlí v malé vesnici Marona. Jednoho podzimního dne zde potká Janka a Areka. Janek je zde umístěn do sanatoria na léčení tuberkulózy a Arek za ním dojíždí na motorce. Janek ovšem ze sanatoria neustále utíká, navzdory varování Areka, že jinak bude z léčebny vyloučen. Oba nicméně často navštěvují Olu ve vsi. Mezi ní a Jankem se vytvoří vztah. Arek, který je rovněž přitahován k Jankovi, na ni žárlí. Janek je kvůli svým útěkům skutečně ze sanatoria vyloučen a spolu s Olou, která byla propuštěna ze školy, bydlí u sousedky Gulbińské. Když se Jankovi přitíží, přijíždí jeho manželka se čtyřletým synem.

## Obsazení
| Karolina Gruszka          | Ola                  |
| Krzysztof Zawadzki        | Janek                |
| Łukasz Simlat             | Arek                 |
| Ewa Kasprzyk              | Eufrozyna            |
| Danuta Stenka             | Hornowa              |
| Jadwiga Jankowska-Cieślak | Gulbińska            |
| Tomasz Sapryk             | rybář                |
| Małgorzata Zawadzka       | Jankova žena Barbara |

## Ocenění
- Festival polských filmů ve Gdyni: cena pro nejlepší herečku (Karolina Gruszka)
- polská filmová cena Orły: nominace v kategoriích nejlepší scénografie (Jacek Osadowski, nejlepší kostýmy (Magdalena Biedrzycka), nejlepší zvuk (Nikodem Wołk-Łaniewski), nejlepší střih (Anna Wagner) a nejlepší herečka (Karolina Gruszka)
- nominace na cenu Zbigniewa Cybulského (Karolina Gruszka a Łukasz Simlat)